# Бистрянка
Бистрянка (Alburnoides) — рід риб родини ялецевих. Спина темна, боки і черево сріблясті. Зовнішнім виглядом схожа на верховодку, але у бистрянки вздовж бічної лінії проходить вузька подвійна чорна смужка. Луска середньої величини. Довжина тіла 8—14 см. Рід поширений у прісних водоймах Європи, Передньої і Середньої Азії. В Україні відзначається один вид: Бистрянка звичайна (Alburnoides bipunctatus). Раніше також виділявся вид Бистрянка російська, який тепер розглядається як підвид (Alburnoides bipunctatus rossicus). Тримається зграйками в місцях зі швидкою течією. Живиться різноманітними комахами і зоопланктоном. Нерест у травні — червні. Промислового значення не має.

## Види
Рід містить 30 видів:
- Alburnoides bipunctatus (Bloch, 1782)
- Alburnoides coadi Mousavi-Sabet, Vatandoust & Doadrio, 2015[1] (Coad's riffle minnow)
- Alburnoides damghani Roudbar, Eagderi, Esmaeili, Coad & Bogutskaya, 2016[2]
- Alburnoides devolli Bogutskaya, Zupančič & Naseka, 2010
- Alburnoides diclensis Turan, Bektaş, Kaya & Bayçelebi, 2016[3]
- Alburnoides eichwaldii (De Filippi, 1863)
- Alburnoides emineae Turan, Kaya, Ekmekçi & Doğan, 2014[4]
- Alburnoides fangfangae Bogutskaya, Zupančič & Naseka, 2010
- Alburnoides fasciatus (Nordmann, 1840)
- Alburnoides gmelini Bogutskaya & Coad, 2009
- Alburnoides holciki Coad & Bogutskaya, 2012[5]
- Alburnoides idignensis Bogutskaya & Coad, 2009
- Alburnoides kubanicus Bănărescu, 1964
- Alburnoides manyasensis Turan, Ekmekçi, Kaya & Güçlü, 2013[6]
- Alburnoides namaki Bogutskaya & Coad, 2009
- Alburnoides nicolausi Bogutskaya & Coad, 2009
- Alburnoides oblongus Bulgakov, 1923
- Alburnoides ohridanus (Karaman, 1928)
- Alburnoides parhami Mousavi-Sabet, Vatandoust & Doadrio, 2015[1]
- Alburnoides petrubanarescui Bogutskaya & Coad, 2009
- Alburnoides prespensis (Karaman, 1924)
- Alburnoides qanati Coad & Bogutskaya, 2009
- Alburnoides recepi Turan, Kaya, Ekmekçi & Doğan, 2014[4]
- Alburnoides samiii Mousavi-Sabet, Vatandoust & Doadrio, 2015[1]
- Alburnoides tabarestanensis Mousavi-Sabet, Anvarifar & Azizi, 2015[7]
- Alburnoides taeniatus (Kessler, 1874)
- Alburnoides varentsovi Bogutskaya & Coad, 2009
- Alburnoides velioglui Turan, Kaya, Ekmekçi & Doğan, 2014[4]